# Saint-Martin-de-Sescas
Saint-Martin-de-Sescas é uma comuna francesa na região administrativa da Nova Aquitânia, no departamento da Gironda. Estende-se por uma área de 8,19 km². Em 2010 a comuna tinha 585 habitantes (densidade: 71,4 hab./km²).